# 493 a. C.
El año 493 a. C. fue un año del calendario romano prejuliano. En el Imperio romano se conocía como el Año del consulado de Aurunco y Viscelino (o menos frecuentemente, año 261 Ab urbe condita). 

## Acontecimientos
- Finaliza la primera guerra latina entre Roma y las tribus latinas.
- Foedus Cassianum o tratado de Casio entre la República romana y la Liga Latina.
- Secesión del Monte Sacro. Los plebeyos, dirigidos por Sicinio Beluto, se separan de Roma. Creación de dos tribunos.
- El cónsul Póstumo derrota a los volscos apoderándose de las ciudades de Lóngula y Polusca.
- Cayo Marcio Coriolano conquista la ciudad volsca de Caríolos y derrota a los anciates (Ancio) que habían acudido en ayuda de la sitiada ciudad.
- La armada persa conquista las islas jonias de Quíos y Lesbos.

## Fallecimientos
- Ejecución del líder jonio; Histieo, en la isla de Taso.

- Datos: Q237658